# Pole Position
Pole Position — игра на игровых автоматах в жанре автосимулятора, позже портированная на множество игровых приставок и домашних компьютеров. В этой игре игрок управляет гоночной автомашиной с целью пройти квалификационный этап в гонке «Формула-1» на автодроме Фудзи. После удачной квалификации, начинается заезд гонки с несколькими машинами.
Оригинальная игра была выпущена в 1982 году компанией Namco. В 1983 году она стала одной из самых популярных игр года. Игра популяризировала использование спрайтов и «псевдо-3D» графику с видом «от третьего лица» сзади и выше по отношению к машине. Впервые этот подход был реализован в аркадном автомате Turbo (Sega, 1981) и стал стандартным для гоночных игр, вплоть до времени когда наконец появилась графика на основе 3D-моделей (Hard Drivin').
По сути, Pole Position на некоторое время установила стандарт на гоночные симуляторы: вид сзади, машины противников с искусственным интеллектом, лимит времени, подталкивающий игрока к увеличению скорости, и треки, копирующие реальные гоночные трассы.
Игра стала одним из первых примеров применения продакт-плейсмента в видеоиграх: рекламные щиты вдоль трассы рекламировали настоящие компании и продукты. На треке можно встретить рекламные щиты Pepsi, Canon, 7-Eleven, Dentyne, Centipede, Marlboro и Martini & Rossi.
Популярность игры сделало её участником многих телевизионных программ. Впервые игра стала участником телешоу на канале MTV, а позже Pole Position становится постоянным участником игровых телешоу. По мотивам игры был выпущен одноимённый анимационный телесериал.

## Игровой процесс
Игрок может выбрать одну из 4 гонок (в порядке возрастания сложности): Practice Run, Malibu Grand Prix, Namco Speedway или Atari Grand Prix. Также можно выбрать количество кругов от 1 до 8.

## Портированные версии и наследники

Версия игры для Atari 2600

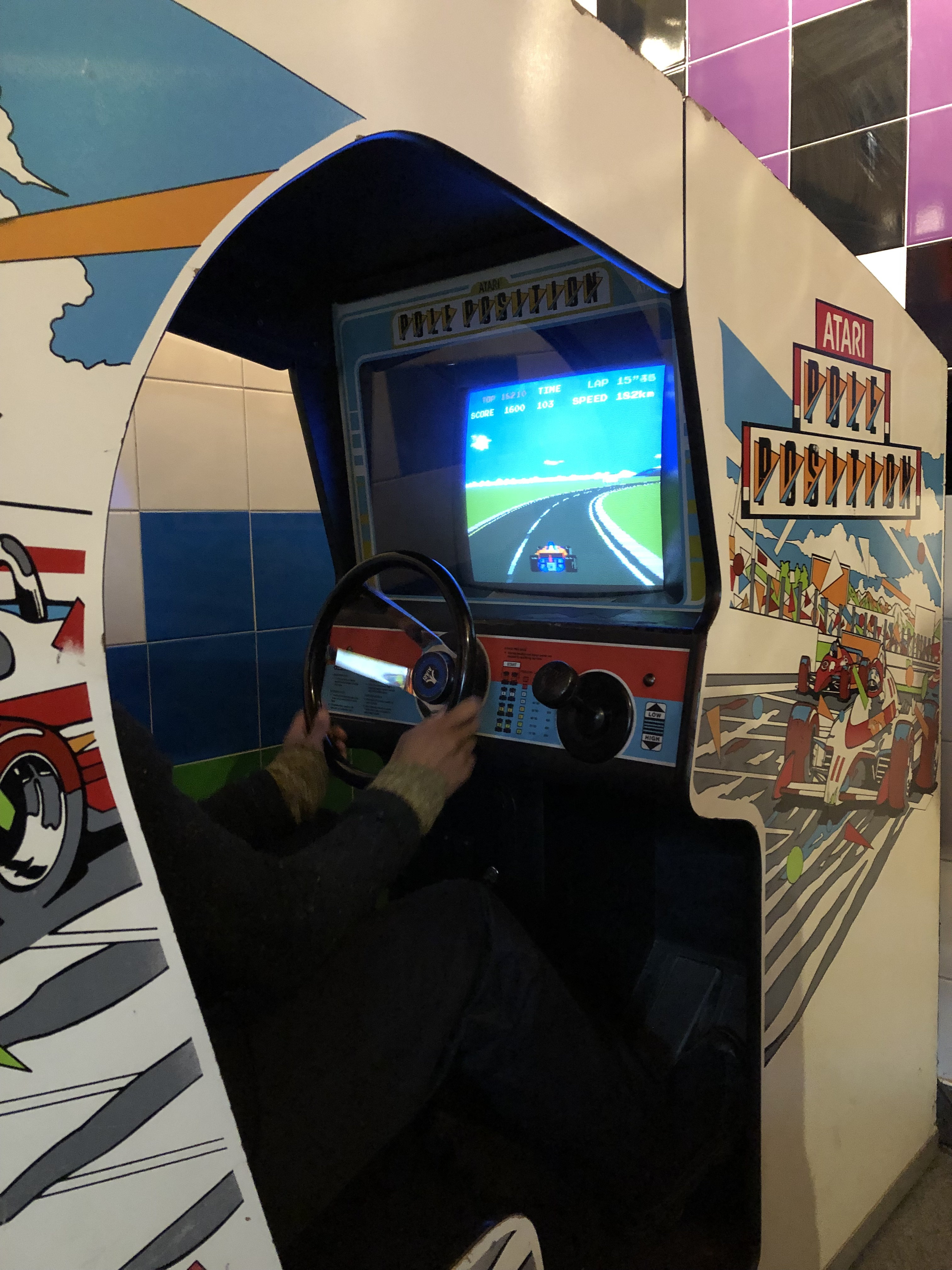
Pole Position в берлинском музее компьютерных игр

В начале 1980-х игра была портирована на несколько домашних компьютеров и игровых приставок компаниями Atarisoft и Datasoft. В середине 1990-х игра появилась на платформе PC Windows в составе сборника Microsoft Return of Arcade.
Позже, в сборниках Namco Museum, Pole Position также вышла для систем PlayStation, Sega Dreamcast, а также для PlayStation 2, GameCube, Game Boy Advance и Xbox. В январе 2008 года вышла версия Pole Position для Apple iPod, а в сентябре того же года выходит версия игры для iOS устройств под названием Pole Position: Remix. Игра в целом повторяет игровой процесс оригинала, но, естественно, имеет современную графику и управление под сенсорный экран, вместо традиционного джойстика.
В 1983 году вышел сиквел игры — Pole Position II. В этой версии игры к автодрому Фудзи было добавлено три новых трассы, была улучшена графика и изменена музыкальная тема.
В 1984 году компания Tatsumi создает игру TX-1, которая была выпущена Atari. Игра разрабатывалась как сиквел Pole Position II, однако большой популярностью не пользовалась, а Namco (создатель оригинальной игры) отказался включать TX-1 в официальную серию игр Pole Position. И в 1987 году Namco выпускает свою игру, как наследника Pole Position II, под названием Final Lap. Игра была выполнена в стиле оригинальной серии игр и получила у игроков неофициальное прозвище Pole Position III. И уже Final Lap была портирована на несколько домашних компьютеров и игровых приставок, а позже для домашних игровых систем вышли игры Final Lap 2, Final Lap 3, Final Lap R и Final Lap Twin.
Так же в 1984 году на основе игры был выпущен 13-серийный мультфильм с одноименным названием.